# لمفوما جلدية ثانوية ضخمة الخلايا موجبة عنقود التمايز 30
اللمفوما الجلدية الثانوية ضخمة الخلايا موجبة السي دي 30 هي حالة جلدية قد تنشأ في حالة الفطار الشبيه بالفطر ولدى مرضى كثرة الحطاطات اللمفومية.:738